# Whiskeytown

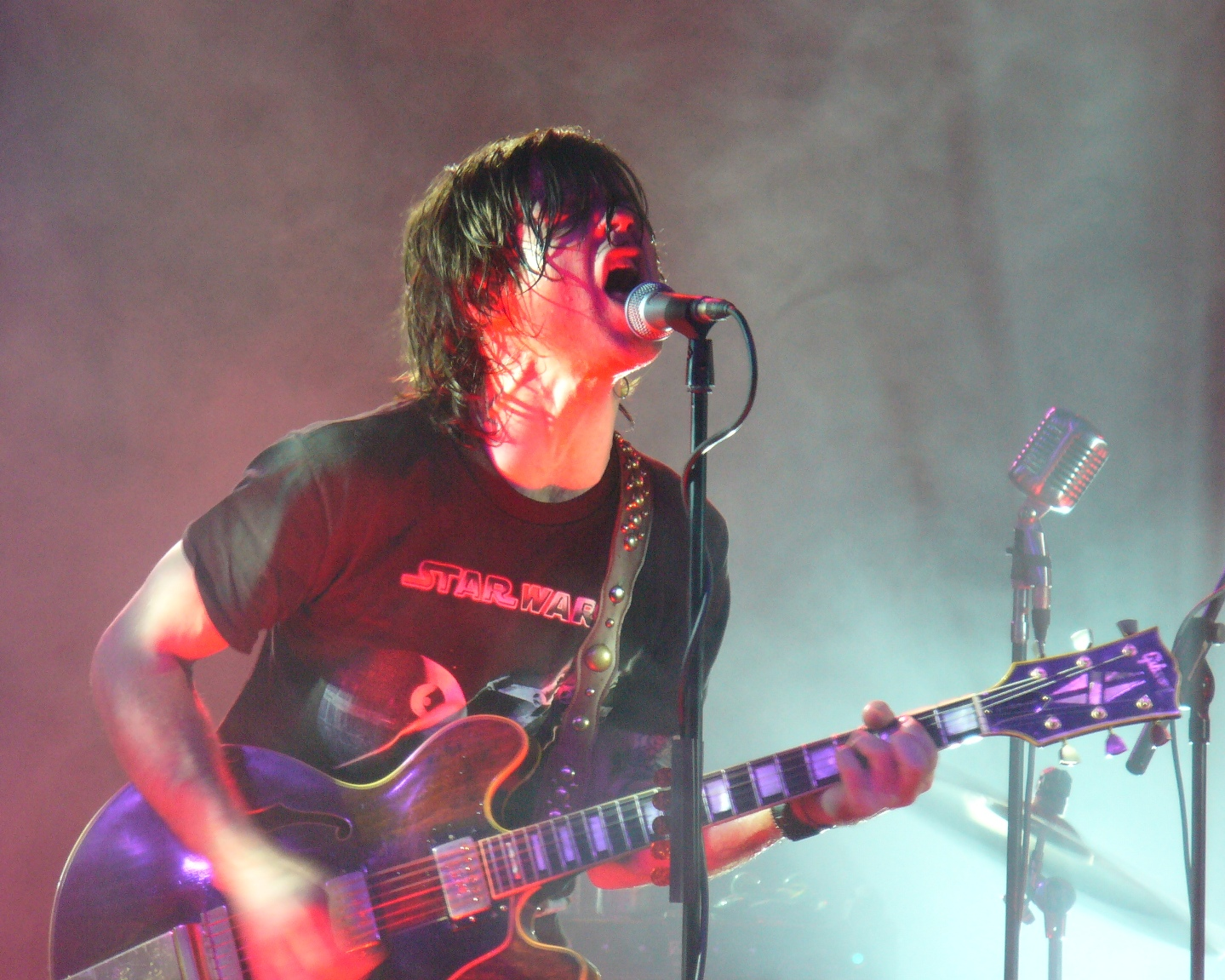
Ryan Adams (2006)

Whiskeytown war eine Alternative-Country-Band, die 1994 in Raleigh, North Carolina, USA gegründet wurde. Nach ihrer Auflösung 1999 startete ihr kreatives Haupt Ryan Adams eine erfolgreiche Solokarriere, auch Caitlin Cary veröffentlichte mehrere Soloalben.

## Geschichte
Whiskeytown wurde 1994 in Raleigh, North Carolina von dem damals 20-jährigen Ryan Adams gegründet. Caitlin Cary als Geigerin und zweite Lead-Sängerin, Phil Wandscher an der Gitarre, Steve Grothmann am Bass und Eric Gilmore am Schlagzeug waren weitere Gründungsmitglieder.
1995 wurde auf dem Independent-Label Mood Food eine erste EP Angels veröffentlicht, 1996 folgte das Debütalbum Faithless Street, das in der Fachpresse, namentlich dem No Depression-Magazin gute Kritiken erhielt. Ein gefeierter Auftritt auf dem South by Southwest Festival verschaffte der Band einen Vertrag beim Major-Label Geffen.
1997 gab Mood Food noch Rural Free Delivery heraus, eine Sammlung früher Aufnahmen. Im gleichen Jahr erscheint bei Geffen dann Stranger’s Almanac, das bereits mit dem neuen Bassisten Jeff Rice und dem Schlagzeuger Steven Terry aufgenommen wurde. Bald nach der Veröffentlichung verließ auch Phil Wandscher die Band. 
Nach der Tour zu Stranger’s Almanac, bei der sich Adams offenbar mehr als einmal danebenbenommen haben muss (Zitat: Well, we were called Whiskeytown!), fanden sich er und Cary als einzige verbliebene Bandmitglieder wieder. Mike Daly, der außer Keyboards und Gitarre auch verschiedene andere Instrumente beherrscht, stieß zur Band und war Co-Autor vieler Stücke des nächsten Albums Pneumonia, das mit wechselnder Besetzung 1999 fertiggestellt wurde. Es wurde aufgrund verschiedener Verwerfungen der Plattenindustrie erst 2001 auf Lost Highway veröffentlicht, nachdem sowohl Ryan Adams als auch Caitlin Cary erste Solo-Werke herausgebracht hatten.

## Diskografie
- 1994: Drunken Confessions (unveröffentlicht)
- 1995: Angels EP
- 1995: Faithless Street
- 1997: Rural Free Delivery
- 1997: Stranger’s Almanac
- 2001: Pneumonia (aufgenommen 1999, veröffentlicht 2001)